# Коста, Эктор
Эктор Хосе Коста Массирони (исп. Héctor José Costa Massironi, 30 июля 1929 — 23 мая 2010) — уругвайский баскетболист.
Участвовал в 3 Олимпиадах (1952, 1956 и 1960). На Играх в Хельсинки (1952) и в Мельбурне (1956) в составе национальной сборной выигрывал бронзовую медаль.